# Slavimo Boga
Slavimo Boga je hrvatska crkvena pjesmarica za liturgijsku glazbu. Ubraja se među najkorištenije hrvatske crkvene pjesmarice nakon Drugoga vatikanskog sabora. Osim što je pjesmarica, knjiga je djelimice i molitvenik i obrednik. Objavio ju je 1982. godine Hrvatski naddušobrižnički ured u Njemačkoj.